# 10990 Окунєв
10990 Окунєв (10990 Okunev) — астероїд головного поясу, відкритий 28 вересня 1973 року.
Тіссеранів параметр щодо Юпітера — 3,621.